# Delegado Péricles
Pericles Rodrigues Do Nascimento, mais conhecido como Delegado Pericles (Manaus, 27 de agosto de 1977), é deputado estadual eleito pelo estado do Amazonas, é filiado ao Partido Liberal (PL).

## Biografia
Se Candidatou a Deputado Estaudal em 2018, pelo PSL, concorrendo a re-eleição pelo PL aonde se filiou pouco tempo após a criação do UNIÃO, sendo re-eleito.